# Aiwo
Aiwo (raramente: Aiue, in passato: Yangor) è un distretto e una circoscrizione elettorale di Nauru, collocato nella parte occidentale dell'isola. 
È bagnato dall'Oceano Pacifico e confina con i distretti di Buada, Boe e Denigomodu. Nel 2007 conta una popolazione di circa 1 100 abitanti. Poiché Nauru non ha una capitale ufficiale, Aiwo è a volte citata come tale, anche se ciò capita più spesso a Yaren.
In questo distretto si trovano:
- L'Aiue Boulevard presso Orro
- Il nuovo porto
- Il Quartiere Cinese
- L'O'dn Aiwo Hotel (uno dei 2 hotel dell'isola, l'unico privato)
- La Nauru Phosphate Corporation
- Lo stadio Linkbelt Oval
- La scuola primaria d'Aiwo e il Nauru College

La circoscrizione elettorale elegge 2 membri al Parlamento di Nauru.